# شهریار دامینوف
شهریار دامینوف (روسی: Шахриёр Даминов؛ زادهٔ ۱ ژانویه ۱۹۹۷) قایقران کانو اهل تاجیکستان است.
وی در مسابقات کشوری و بین‌المللی در مجموع برندهٔ ۱ مدال نقره شده‌است.